# Uherský Brod
Uherský Brod là một thị trấn thuộc huyện Uherské Hradiště, vùng Zlínský, Cộng hòa Séc.